# Common People
«Common People» és una cançó del grup de rock alternatiu anglès Pulp, publicada el maig de 1995 com a senzill principal del seu cinquè àlbum d'estudi Different Class. Assolí el segon lloc del UK Singles Chart i esdevingué en aquest procés una pista que caracteritzà el moviment Britpop així com la cançó més coneguda de Pulp. El 2014, els oients de BBC Radio 6 Music la votaren com la seva cançó del Britpop preferida en una enquesta en línia. En una enquesta de 2015 de Rolling Stone als seus lectors, fou votada com la millor cançó del Britpop.
La cançó és una crítica a aquells que eren percebuts com que volien ser «com la gent normal» i que atribuïen el glamur a la pobresa. A aquest fenomen se'l coneix com a turisme de tuguri. La cançó fou escrita pels membres de la banda Jarvis Cocker, Nick Banks, Candida Doyle, Steve Mackey i Russell Senior. Cocker concebé la cançó després de conèixer un estudiant grec d'art quan estudiava al Central Saint Martins College of Art and Design de Londres (tant el centre com l'estudiant surten a la lletra de la cançó). Creà la melodia amb un teclat Casiotone que havia comprat en una botiga musical a Notting Hill, a l'oest de Londres.